# 德揚·昌德

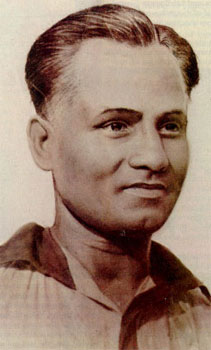
德揚·昌德

德揚·昌德（Dhyan Chand，1905年8月29日—1979年12月3日），是印度曲棍球運動員，被廣泛認為是這項運動歷史上最偉大的。在1928年、1932年和1936年印度占曲棍球主導地位的年代裡，他除了獲得三枚奧運金牌外，還以出色的進球能力而聞名。在他的影響之下，印度在1928年至1964年的八屆奧運會中有七屆贏得了曲棍球比賽。
由於出色的控球能力，昌德被譽為曲棍球的巫師，或曲棍球的魔術師。根據他的自傳《進球》，他在1926年至1949年間的185場國際比賽攻入570個球。印度政府於1956年授予他印度第三級公民榮譽獎章蓮花裝勳章。他的生日是8月29日，被印度政府訂為「國家體育日」，每年都舉辦慶祝活動。